# Money in the Bank (2024)
Money in the Bank 2024 a fost un eveniment de wrestling produs de compania americană WWE. A fost al 15-lea eveniment anual Money in the Bank și a avut loc sâmbătă, 6 iulie 2024, la Scotiabank Arena din Toronto, Ontario, Canada. Evenimentul a fost difuzat prin pay-per-view (PPV) și livestreaming și a prezentat luptători din diviziile Raw și SmackDown ale promoției. Acesta a fost primul eveniment Money in the Bank care a avut loc în Canada și al doilea consecutiv care a avut loc în afara Statelor Unite, după evenimentul din 2023. Trish Stratus, membru al WWE Hall of Fame și originar din Toronto, a fost gazda evenimentului.
Evenimentul are la bază meciul ladder Money in the Bank, un meci ladder cu mai multe persoane în care participanții concurează pentru a obține un contract care acordă câștigătorului masculin și feminin un meci pentru un titlu la alegere, în orice moment timp de un an. Meciurile din 2024 au avut șase participanți fiecare, împărțiți în mod egal între luptători de la mărcile Raw și SmackDown. Meciul masculin, care a fost meciul de deschidere, a fost câștigat de Drew McIntyre de la Raw, în timp ce meciul feminin a fost câștigat de Tiffany Stratton de la SmackDown.
La eveniment s-au disputat alte trei meciuri. În ceea ce a fost Main Event-ul serii, The Bloodline (Solo Sikoa, Jacob Fatu și Tama Tonga) i-au învins pe Cody Rhodes, Kevin Owens și Randy Orton într-un meci de șase oameni pe echipe. Acesta a fost debutul în ring WWE al lui Jacob Fatu. Într-un alt meci proeminent, Damian Priest i-a învins pe Seth „Freakin” Rollins și Drew McIntyre pentru a păstra WWE World Heavyweight Championship; Meciul a început ca un meci obișnuit de simplu între Priest și Rollins, dar la jumătatea meciului, McIntyre a încasat contractul Money in the Bank pe care îl câștigase mai devreme, transformând meciul în trei. De asemenea, a fost stipulat că, dacă Rollins va pierde, nu va mai putea contesta niciodată pentru titlu atâta timp cât Priest va fi campion. Evenimentul a avut și o apariție surpriză a lui John Cena, care a anunțat că 2025 va fi ultimul său an ca wrestler în ring.

## Producție

#### Background
Money in the Bank este un eveniment anual de wrestling produs de promoția americană WWE din 2010, desfășurat în general între mai și iulie. Alături de WrestleMania, Royal Rumble, SummerSlam și Survivor Series, este considerat unul dintre cele mai mari cinci evenimente ale anului ale promoției, denumite „Big Five”. Conceptul spectacolului provine din meciul ladder Money in the Bank stabilit de WWE, în care mai mulți luptători folosesc scări pentru a recupera o servietă agățată deasupra ringului. Servieta conține un contract care garantează câștigătorului masculin și feminin un meci pentru un titlu la alegerea lor în orice moment timp de un an. Meciurile din 2024 au fost anunțate că vor avea șase participanți fiecare, împărțiți egal între luptătorii din diviziile Raw și SmackDown.
Pe 4 ianuarie 2024, al 15-lea eveniment Money in the Bank a fost anunțat că va avea loc sâmbătă, 6 iulie 2024, la Scotiabank Arena din Toronto, Ontario, marcând primul Money in the Bank care va avea loc în Canada și al doilea care va avea loc în afara Statelor Unite, după evenimentul din 2023, care a avut loc la Londra, Anglia. A fost difuzat pe pay-per-view la nivel mondial și pe serviciile de streaming live Peacock în Statele Unite și WWE Network pe majoritatea piețelor internaționale. Spectacolul a fost promovat ca făcând parte dintr-un eveniment de trei nopți „Money in the Bank Weekend”, deoarece episodul din 5 iulie din noaptea precedentă din Friday Night SmackDown și emisiunea de streaming live de la NXT din 7 iulie, Heatwave, a avut loc, de asemenea, la Scotiabank Arena. Biletele pentru toate cele trei evenimente au fost puse în vânzare pe 15 martie 2024, cu pachete combinate și ospitalitate disponibile. A fost, de asemenea, primul Money in the Bank din 2010 care a primit o nouă melodie tematică a unui artist de înregistrare cu Tap by NAV (înlocuind „Gotta Get That”, redenumit „Cash In” în 2023, care a fost folosit din 2019 până în 2023). Pe 5 iulie, Trish Stratus, membră al WWE Hall of Fame și originară din Toronto, s-a dezvăluit că este gazda Money in the Bank din 2024.

## Rezultate
| No.                                        | Rezultate | Tip de meci | Timp  |
| ------------------------------------------ | --- | --- | ----- |
| 1                                          | Drew McIntyre învinge pe Andrade, Carmelo Hayes, Chad Gable, Jey Uso și LA Knight                                                   | Meci ladder pentru valiza Money In The Bank. | 16:30 |
| 2                                          | Sami Zayn (c) învinge pe Bron Breakker prin pinfall                                                                                 | Meci Singles pentru WWE Intercontinental Championship | 13:15 |
| 3                                          | Damian Priest (c) învinge pe Seth "Freakin" Rollins și Drew McIntyre prin pinfall                                                   | Meci în trei pentru World Heavyweight Championship. Mcintyre își folosește valiza câștigată anterior. Din moment ce Rollins a pierdut, nu a mai putut contesta niciodată pentru titlu atâta timp cât Priest era campion. Dacă Priest pierdea, trebuia să plece din Judgement Day. | 14:40 |
| 4                                          | Tiffany Stratton învinge pe Chelsea Green, Iyo Sky, Lyra Valkyria, Naomi, și Zoey Stark                                             | Meci ladder pentru valiza Money In The Bank. | 16:50 |
| 5                                          | The Bloodline (Solo Sikoa, Jacob Fatu, și Tama Tonga) (cu Tonga Loa) înving pe Cody Rhodes, Kevin Owens și Randy Orton prin pinfall | Meci Six-Man Tag Team. | 24:40 |
| \| (c) \| Campionul care intră în meci. \| | | |       |
| (c)                                        | Campionul care intră în meci. | |       |